# 巴勒姆站
巴勒姆站（英語：Balham station）是倫敦地鐵和英國國營鐵路公司的一個車站，位於南倫敦的巴勒姆地區，位於倫敦第3收費區。巴藍站倫敦地鐵和英國國營鐵路的部分連通，但售票業務分離。

## 英國國營鐵路
巴勒姆的國營鐵路站由南方鐵路公司運營，是布萊頓主線的車站。

## 倫敦地鐵車站
倫敦地鐵巴勒姆站開通於1926年12月6日，是北線延伸工程的一部分。二戰期間由於巴勒姆站的深度較深，因此曾作為防空洞使用。

## 外部連結
- 列车时刻表及车站信息：巴勒姆站，来自英国铁路官方网站
- London Transport Museum Photographic Archive （页面存档备份，存于）
  - Balham station (east building), 1926
  - Balham station (west building), 1927
  - Ticket hall, 1934
  - Bomb crater
  - Damage on station platform